# ロミウスとジュリエットの悲しい物語

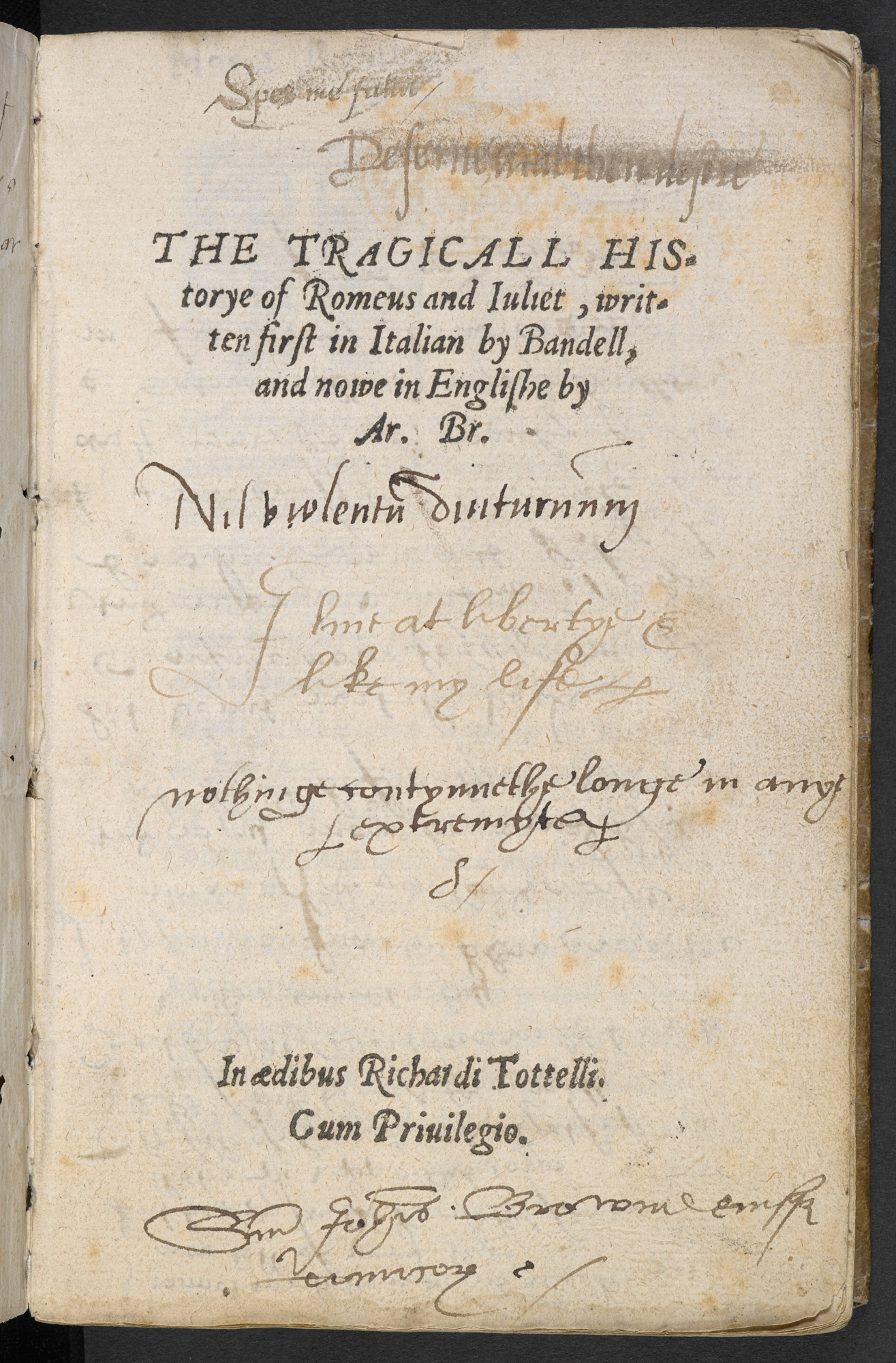
『ロミウスとジュリエットの悲しい物語』の表紙

『ロミウスとジュリエットの悲しい物語』（The Tragical History of Romeus and Juliet）とは、アーサー・ブルック（Arthur Brooke）作の物語詩。1562年初版。イタリアの詩人マッテオ・バンデッロ（Matteo Bandello）の詩を翻案したものである。ウィリアム・シェイクスピアの『ロミオとジュリエット』の主要な材源となった。作者のブルックについては、フランスのプロテスタントを支援するため海峡を渡っている時に難破したことくらいしかわかっていない。
シェイクスピアの作品を書いたのは実は第17代オックスフォード伯エドワード・ド・ヴィアーだとするオックスフォード派（詳細はシェイクスピア別人説を参照）は、この詩はド・ヴィアの若い頃の作品で、後にド・ヴィアが膨らませたり改訂して『ロミオとジュリエット』になったと考えている。